# Adriaen van der Kabel
Adriaen van der Kabel (Rijswijk (Holanda del Sur), 1630 o 1631-Lyon, 15 de enero de 1705) fue un pintor holandés, también grabador y dibujante. Originalmente pintó en los Países Bajos al estilo de Ruisdael y de Van Goyen, pero luego fue influenciado por el estilo mediterráneo italiano. Fue a Roma durante algunos años, luego se instaló en Lyon, donde se casó y trabajó hasta su muerte.

## Trayectoria

### Países Bajos

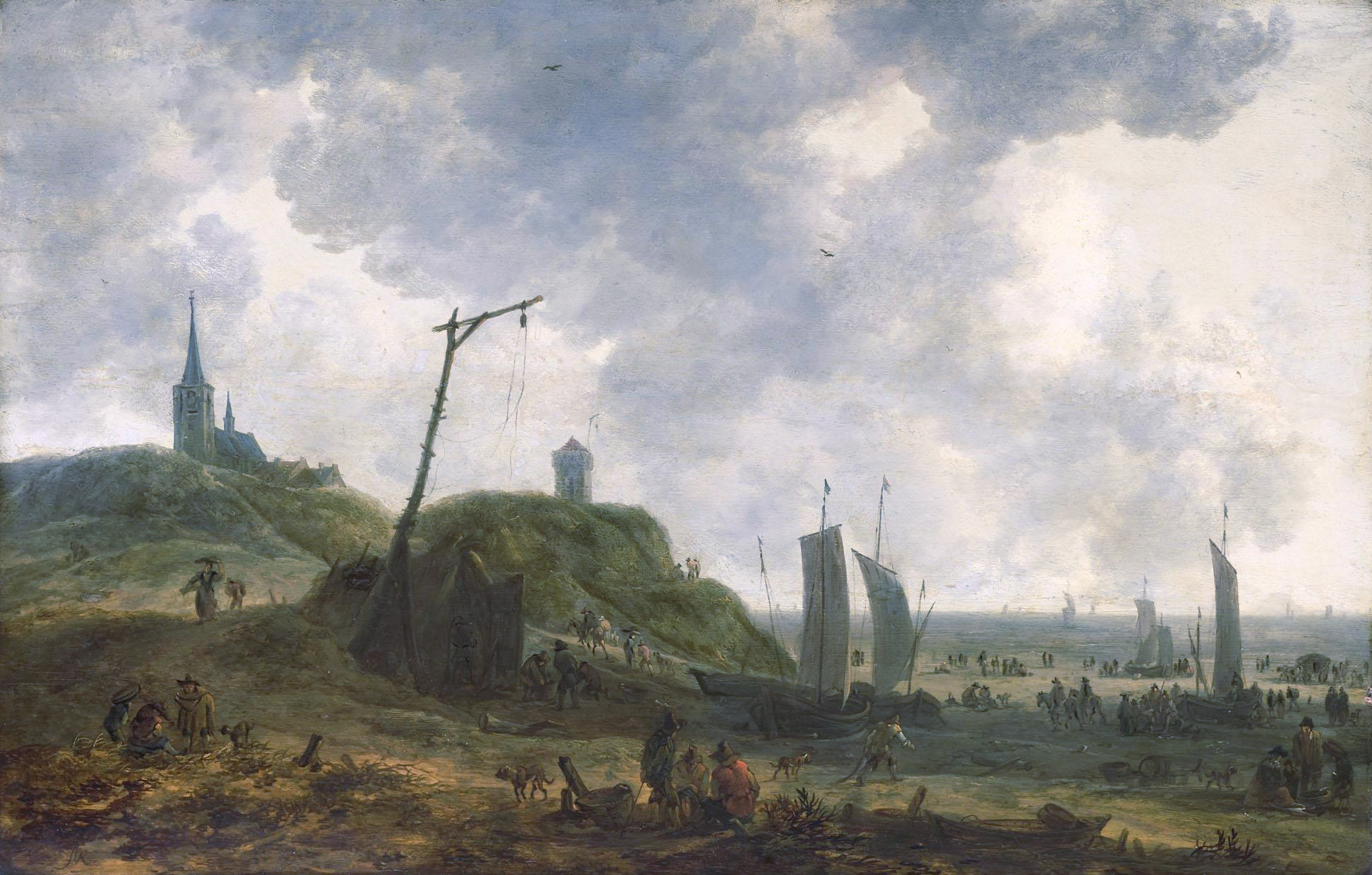
Playa en Katwijk. (1650-1670)

Adriaen van der Kabel nació en Rijswijk en 1630 o 1631. Su padre era Cornelis Jansz van der Tou, fabricante de ruedas (carretero) de oficio. Según Arnold Houbraken, Adriaen cambió su apellido Van der Touw a Van der Kabel por consejo de Jan van Goyen, porque cable sonaría un poco más digno que cuerda. En un testamento de 1668, su padre y su madre se mencionan como Cornelis Jansz. van der Cabel y Maertje Philipsdr. Por tanto, el padre también había adoptado el nombre de su hijo. Su nombre se escribe fuera de los Países Bajos como Van der Cabel, Vandercabel o Vandrecabel. Los franceses a veces han traducido su nombre de pila como Henri, por lo que una vez se asumió que había dos pintores Van der Kabel, Adriaan y Hendrik. Se sabe relativamente poco sobre la vida privada de Van der Kabel, porque mantuvo poca correspondencia. Sin embargo, la mayoría de los biógrafos están de acuerdo en que fue irascible y alcohólico en sus primeros años. Después su carácter fue extravagantemente generoso, compasivo, incluso tierno y cordial con sus amigos y colegas. Su conversación fue alegre, su apariencia dinámica y su aspecto normal.
Fue alumno de Jan van Goyen en La Haya de 1645 a 1648 y se distinguió allí por su celo. Su primera obra conocida, un paisaje fluvial, data de 1648. Su productividad fue baja en comparación con la de su período francés, pero algunas de sus pinturas de esta época pueden haber sido atribuidas a Van Goyen. Sus pinturas mostraron el estilo holandés hasta aproximadamente 1660, siguiendo los ejemplos de Van Goyen, Ruisdael y Cuyp: la luz del sol, filtrada a través del aire húmedo, arroja un brillo plateado a las escenas. Las aldeas se encuentran elegantemente dispuestas en las tenues oleadas de luz solar. Los techos marrón rojizo de las casas y los colores de las paredes combinan con el gris irregular del cielo.

### Italia

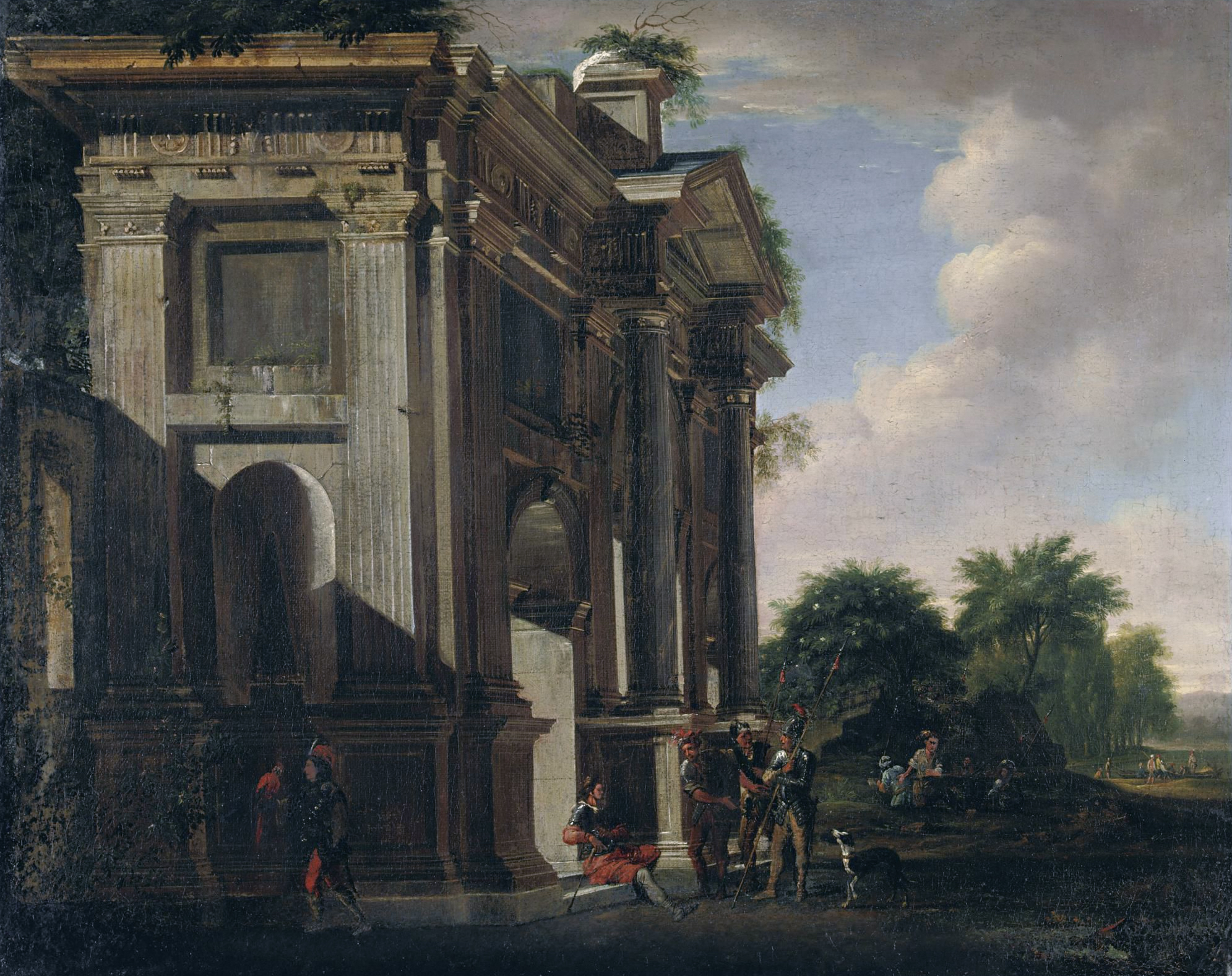
Capricho de un arco de triunfo y soldados de Viviano Codazzi y Adriaen van der Kabel

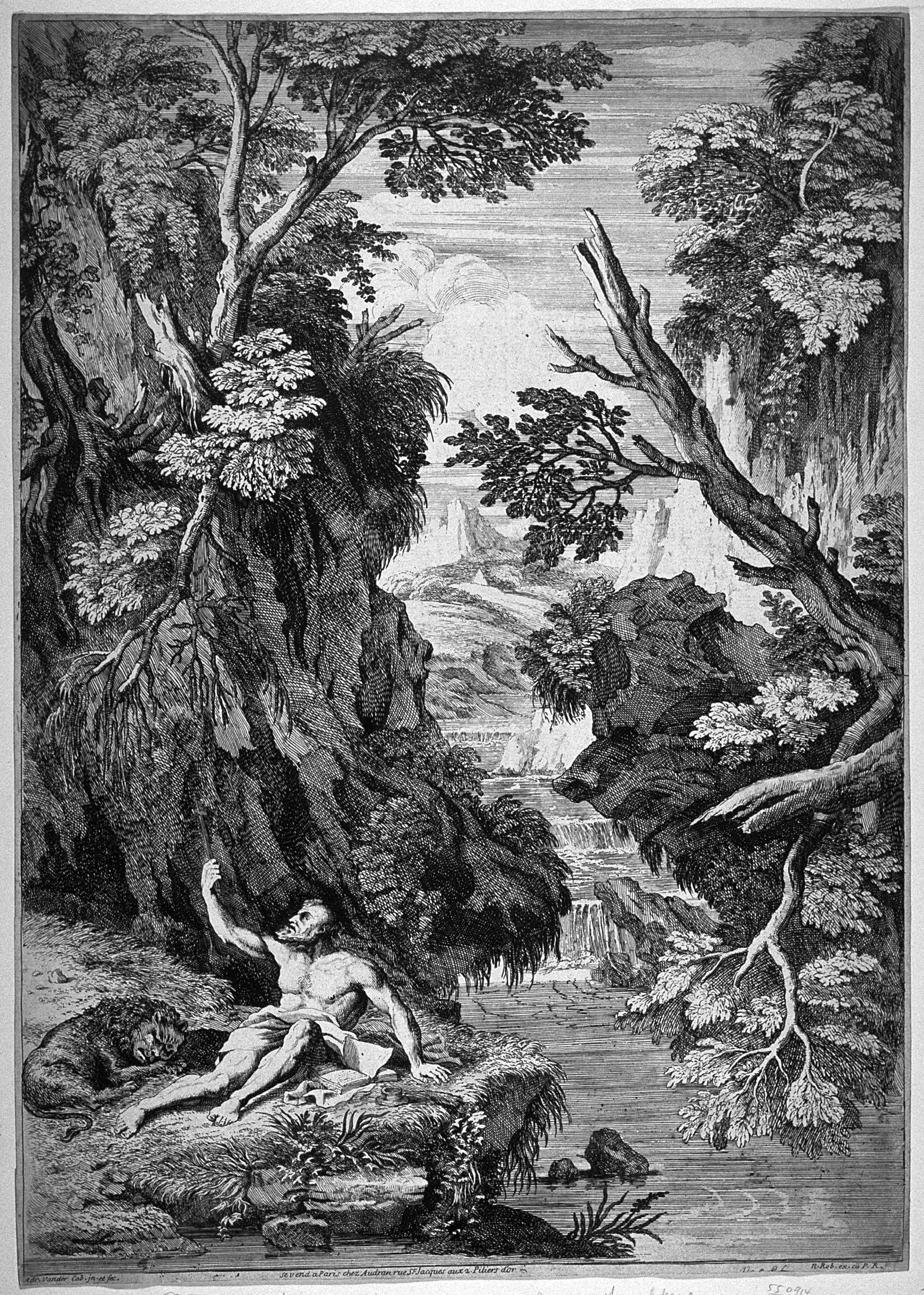
San Jerónimo (siglo XVII)

Después de 1654, Van der Kabel se interesó por los paisajes mediterráneos. Una pintura suya de 1656, Vista del puerto sur con dos torres, ya muestra el estilo que luego perfeccionaría en Italia. Perteneció a la generación de jóvenes pintores ( Italianizantes ) que viajaron a Italia en busca de inspiración. Alrededor de los 25 años decidió ir él mismo a Roma, pero el viaje lo llevó primero a Lyon, donde probablemente permaneció desde 1655 hasta 1658. En 1659 llegó a Roma para permanecer allí hasta 1666. Allí dominó el estilo italiano. Realizó tapicerías para el pintor arquitectónico Viviano Codazzi. En Roma se unió a los Bentvueghels. Fue apodado Testigo, un nombre que indica su vivacidad, astucia y burla mordaz. El autorretrato que se muestra aquí también data de este período.
La obra de Adriaen van de Kabel estaba en las colecciones del marchante de arte Cornelis de Wael, el poeta Reyer Anslo, el coleccionista Gaspar de Roomer, la familia Medici y las familias patricias romanas Orsini y Colonna.

### Francia
Después de Roma vivió y trabajó brevemente en Aix, Toulouse y Aviñón, y finalmente se instaló en Lyon en 1668. Documentó sus viajes por medio de sus cuadernos de bocetos, que se encontraban en el Kupferstichkabinett en Berlín hasta 1930, pero ahora han desaparecido. En Lyon comenzó a elaborar sus bocetos. Adriaen van der Kabel era un buen dibujante de figuras y animales y tenía un pincel vivo y elegante. Creó paisajes, marinas y otras representaciones, obras que emanaban un aire mediterráneo. Su esquema de color tiende a menudo al marrón, lo que puede atribuirse a la calidad de su pintura. Su trabajo durante este período muestra influencias de Claude Gellée, Giovanni Benedetto Castiglione y Salvator Rosa. De 1670 a 1672, el pintor Johannes Glauber trabajó con él en Lyon. Según el crítico de arte Charles Blanc, Van der Kabel no pintó nada sin antes observarlo en la naturaleza. Pintó figuras y animales a partir de modelos. Adquirió cierta fama en Lyon. Realizó varios cuadros para el Abogado General en la Cour des Monnaies para decorar su casa en Saint-Genis. También fue invitado a decorar el impresionante Hôtel de Pizeys. Van der Kabel hizo grabados de varios de sus paisajes con una mano rápida pero firme. Adam von Bartsch describió 55 de sus aguafuertes, como San Bruno en oración y San Jerónimo que son considerados los más importantes. A los 60 años pintó un autorretrato que ha sido copiado por varios grabadores.
Aunque originalmente era protestante, según Cazenove, adoptó la fe católica en una fecha desconocida. Se casó con Suzanne Bourgeois el 7 de agosto de 1667 en Lyon; tuvieron varios hijos, varios de los cuales murieron jóvenes. También se puede mencionar que en 1670 y en 1686 fue uno de los dos Maitre Gardes del gremio de pintores de Lyon. Tuvo varios alumnos y su ahijado Adrien Manglard hizo cuadros en la línea de su padrino. Descamps menciona a un hijo de Adriaen que también se convirtió en pintor, pero puede haber un error de identidad con el hermano de Adriaen, Engel, diez años más joven, que también fue pintor en Lyon. Adriaen van der Kabel fue enterrado el 16 de enero de 1705 en la Église Notre-Dame de la Platière de Lyon.
Adriaen van der Kabel fue un artista valioso durante la mayor parte de su carrera como puede apreciarse en las 50 pinturas, repartidas por Europa, que se le atribuyen.

## Pinturas

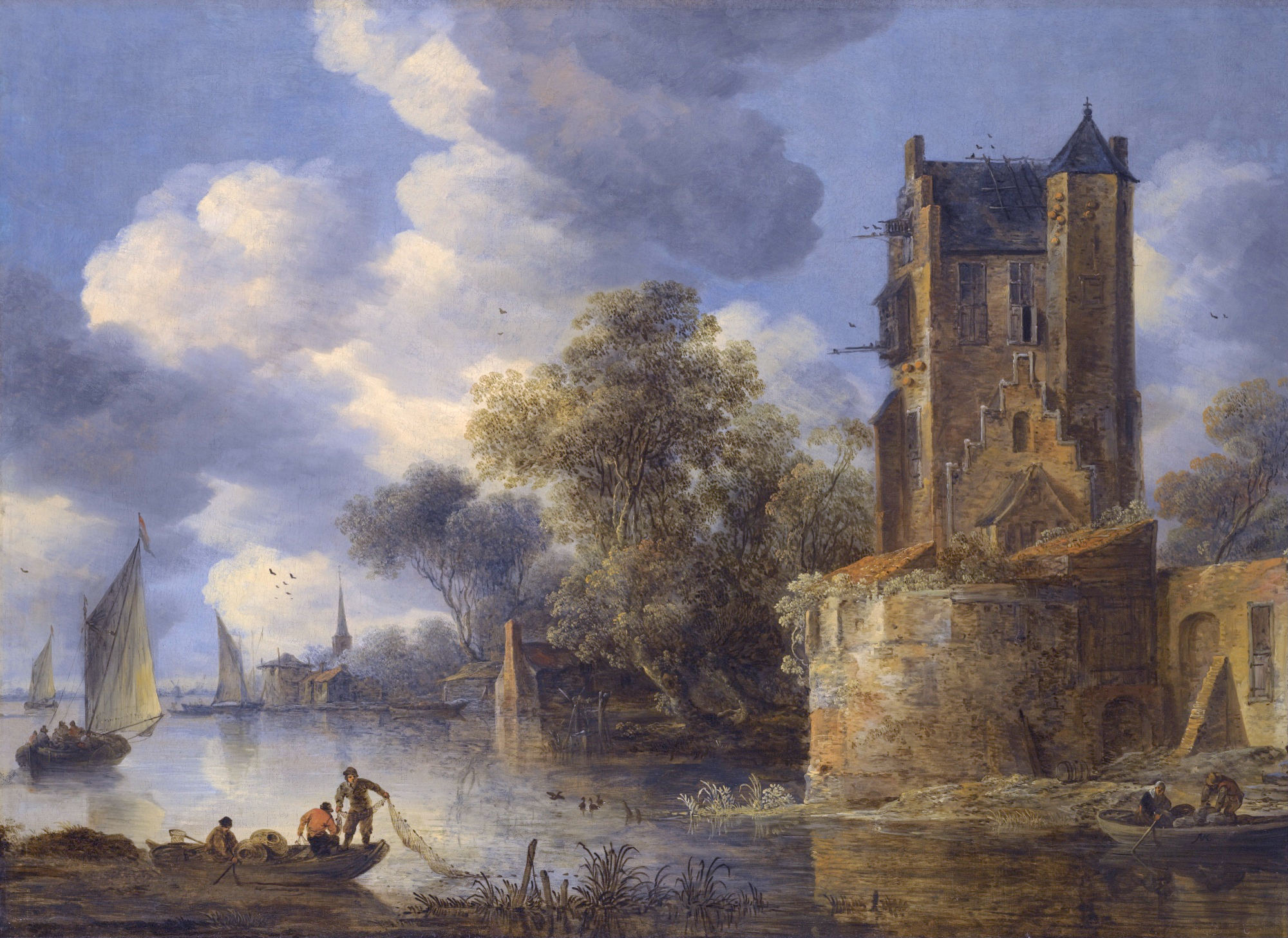
Paisaje fluvial con refuerzo
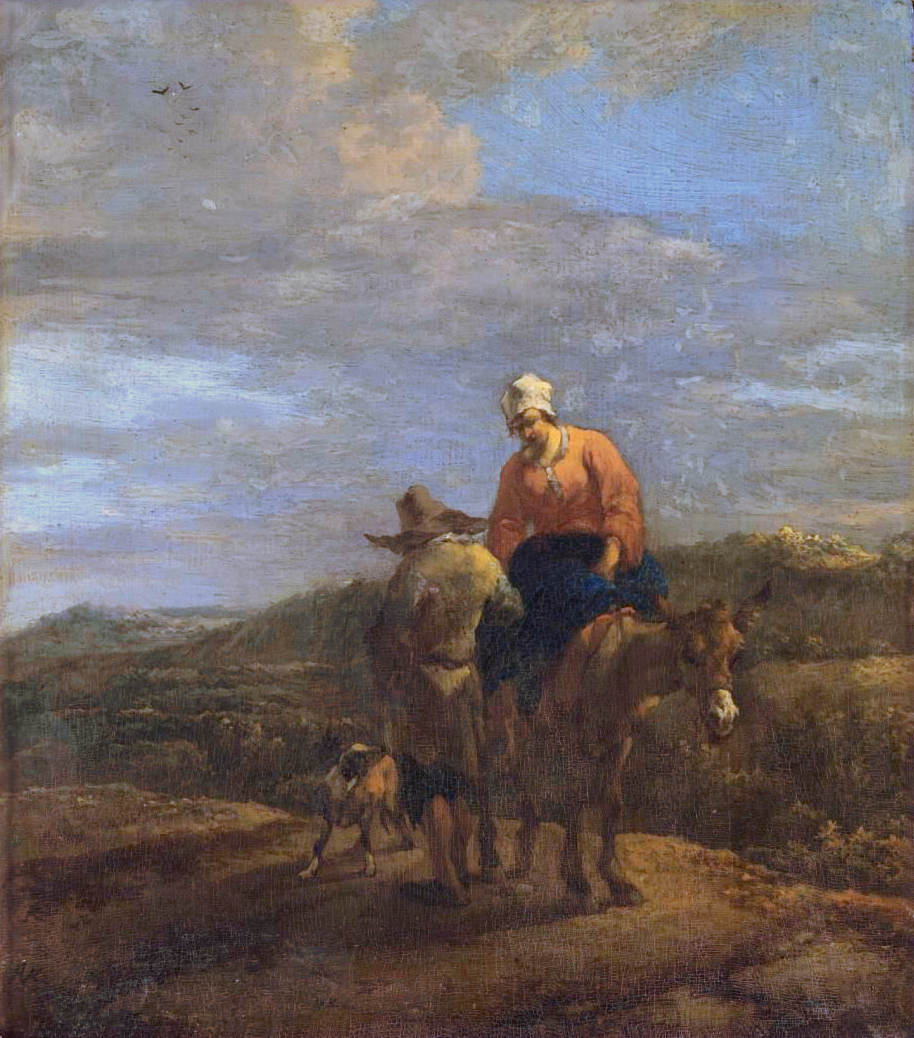
Paisaje del sur y agricultores con una mula
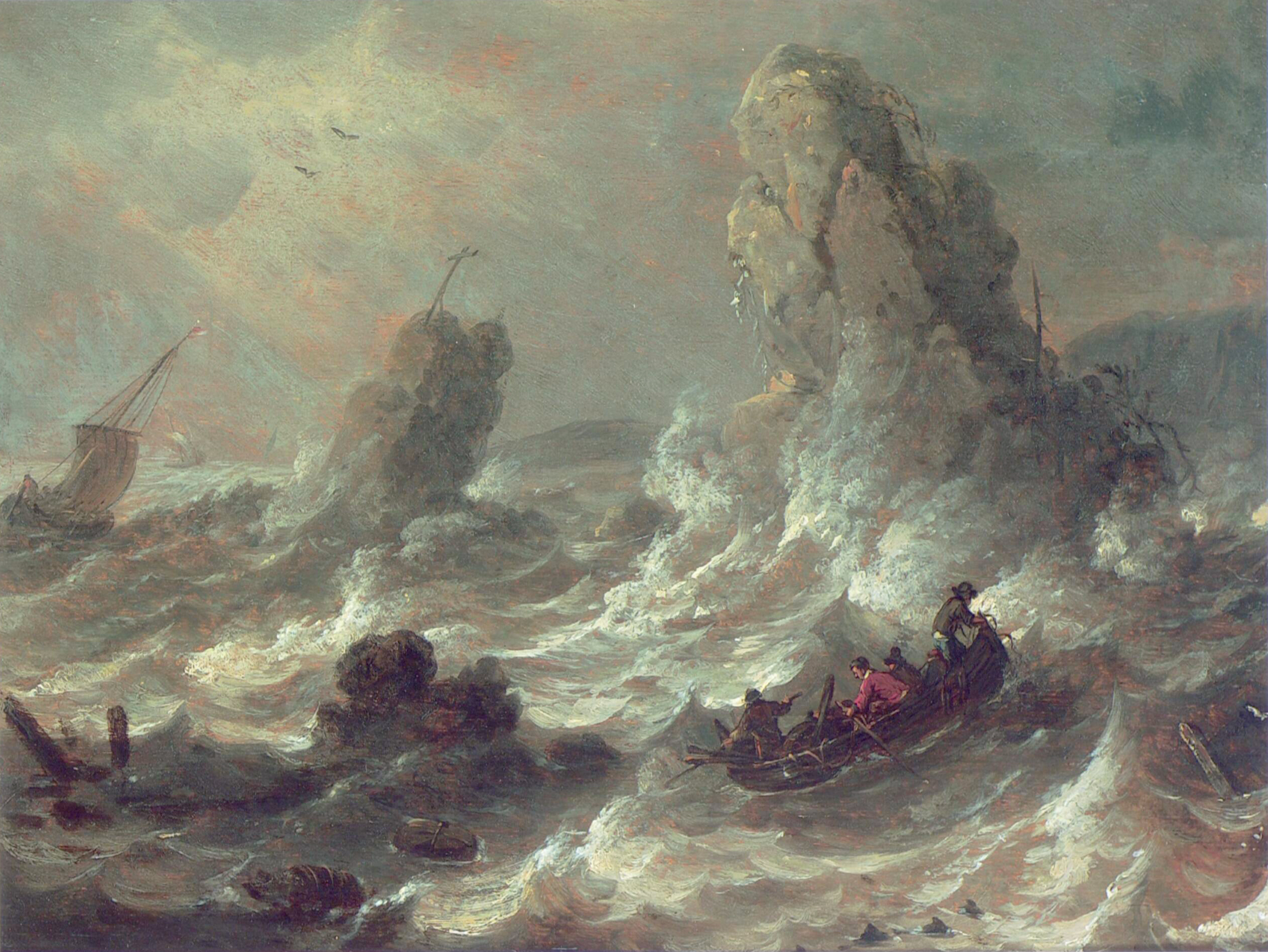
Mar tempestuoso con algunos barcos cerca de las rocas
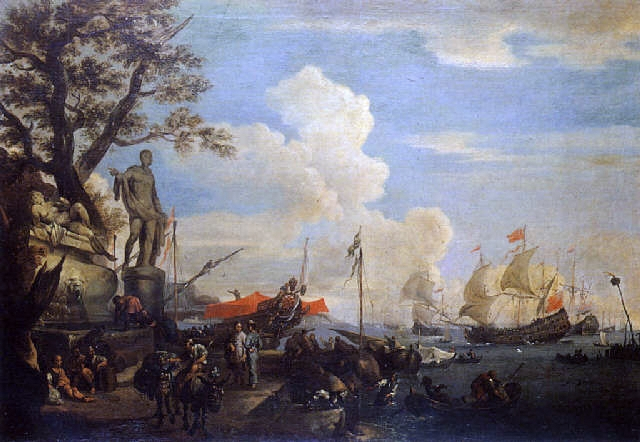
Puerto mediterráneo con comerciantes turcos
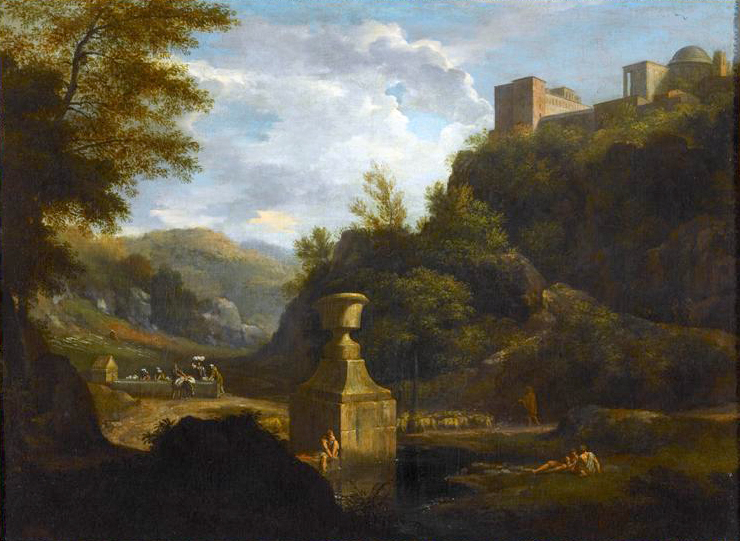
Le Chemin de Riccio près d'Albano
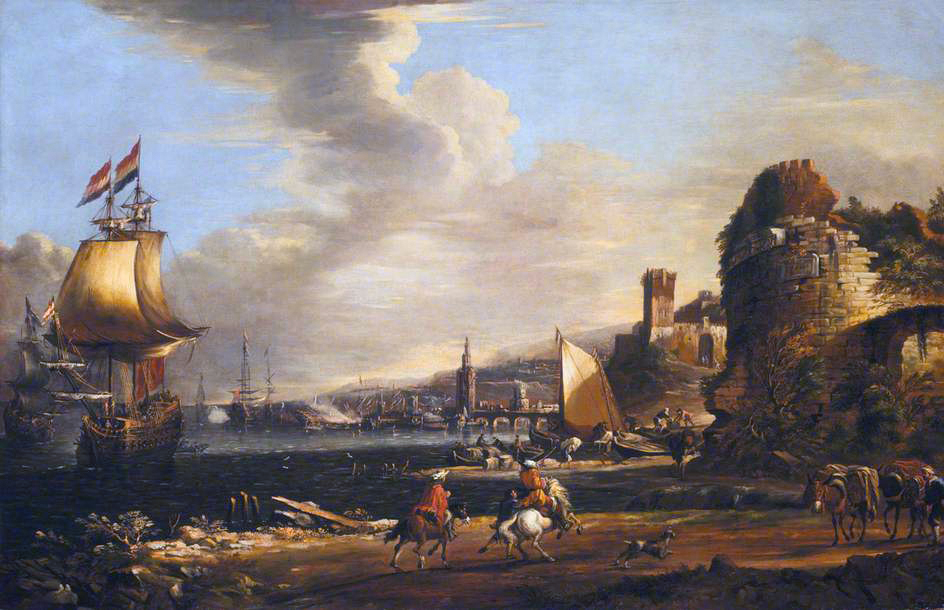
Puerto de Génova
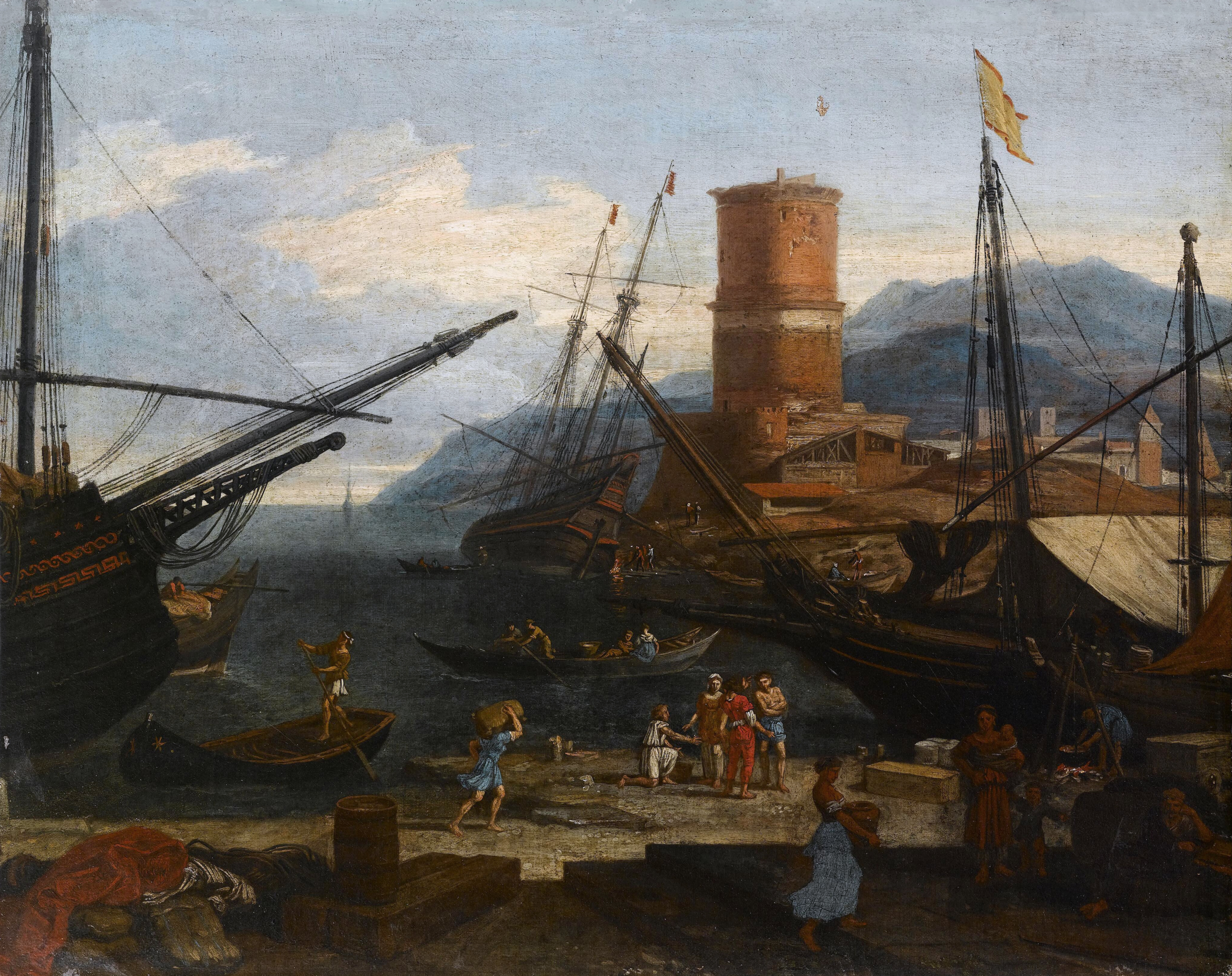
Puerto Sur

## Dibujos

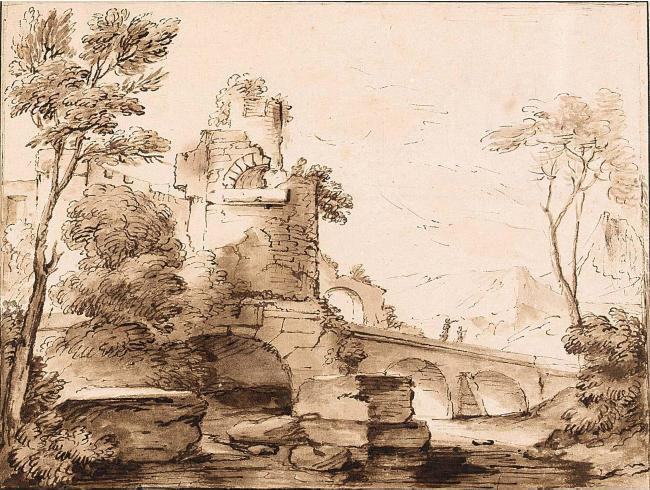
Paisaje montañoso de estilo italiano con puente
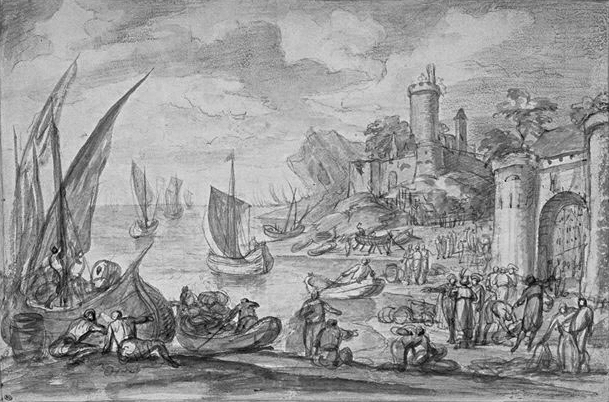
Puerto con barcos en la playa bajo una fortaleza.
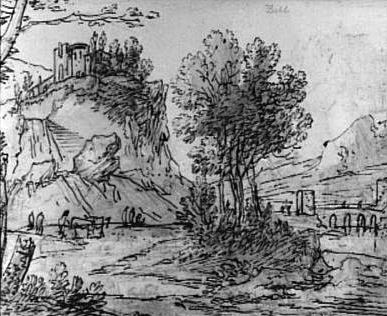
Paisaje montañoso de estilo italiano con puente
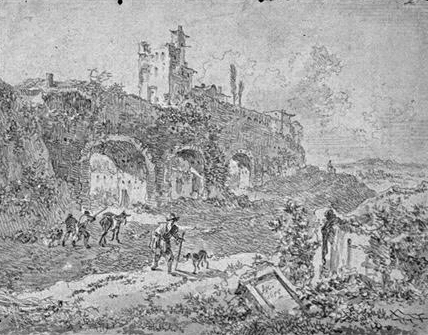
Antiguo viaducto cerca de Roma
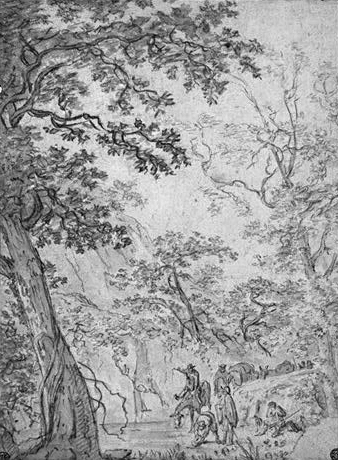
Pareja de caballos y mulas al borde de un arroyo en un valle boscoso
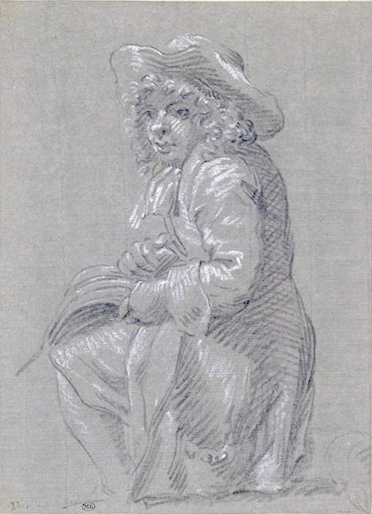
Estudio de un joven arrodillado con un fuelle, posiblemente el hermano de Adriaen, Engel
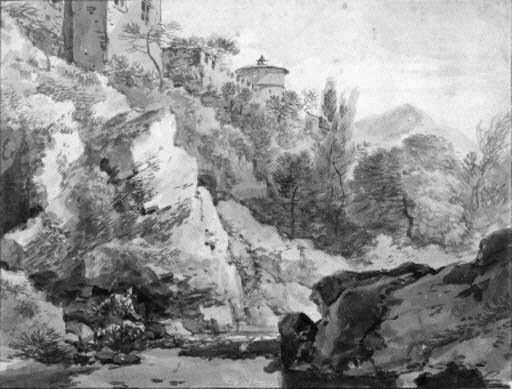
Paisaje de estilo italiano con casas sobre rocas junto a un río.
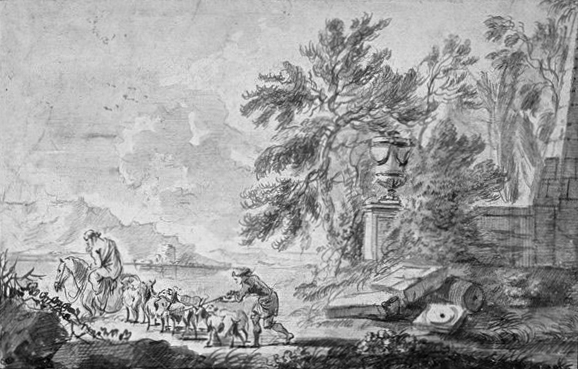
Paisaje arcadio con un rebaño de ovejas y cabras junto a un lago
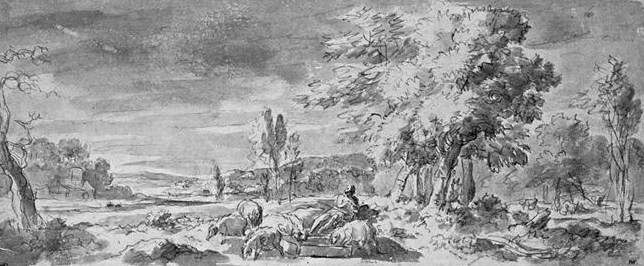
Paisaje con un niño que pierde el tiempo cuidando cerdos
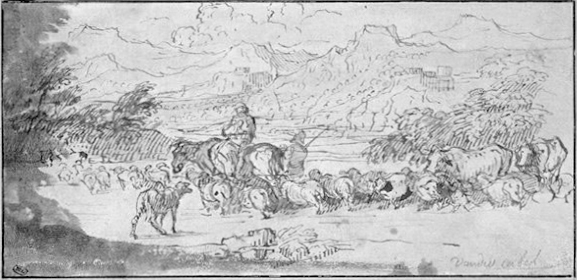
Paisaje con un rebaño acompañado de dos pastores
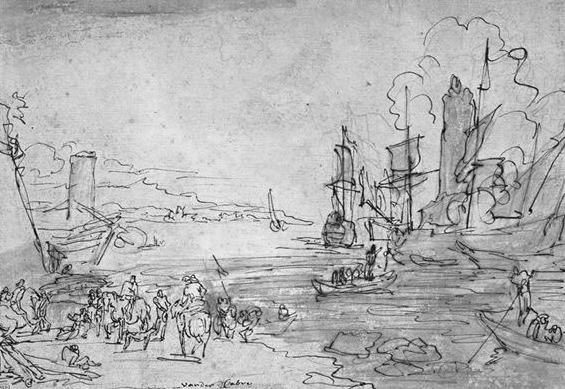
Puerto con barcos y botes, y cuatro jinetes en la orilla.
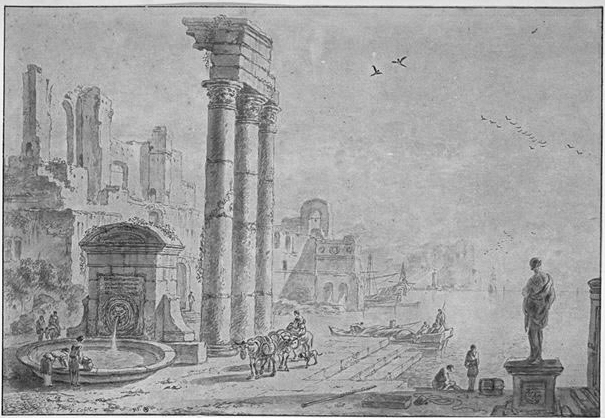
Ruinas de un templo y una ciudad a orillas de un lago
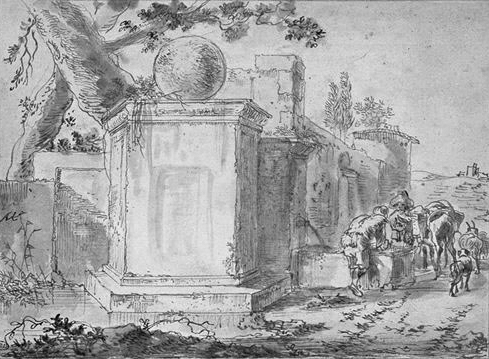
Una pared de un parque y una fuente, donde un hombre parece estar sacando agua
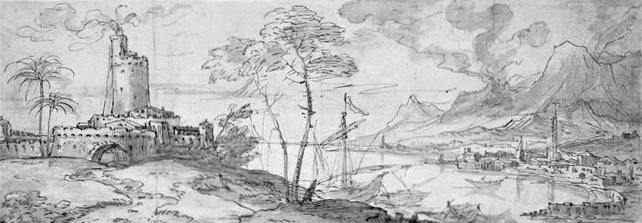
Vista de una ciudad detrás de una bahía
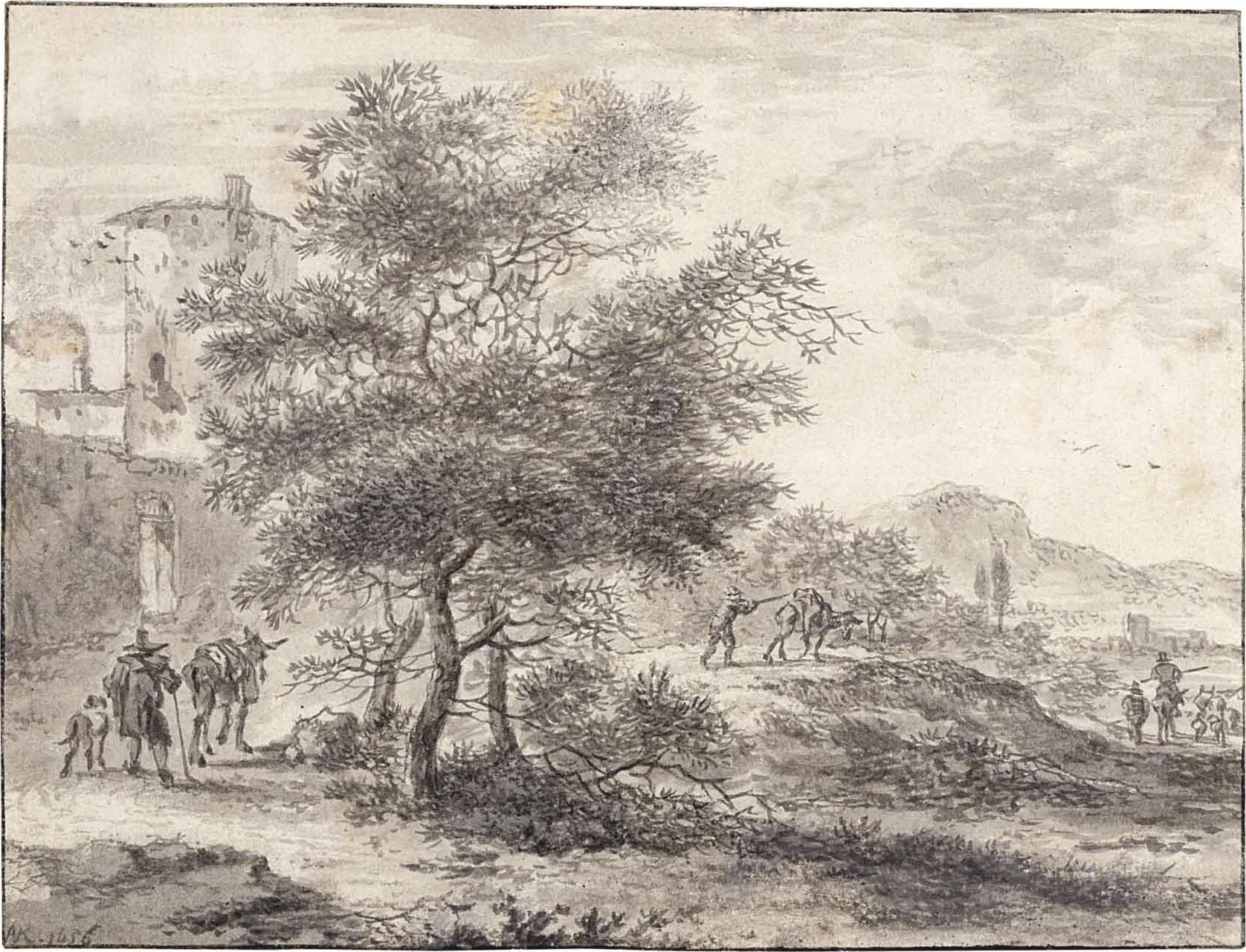
Un paisaje italiano

## Grabados

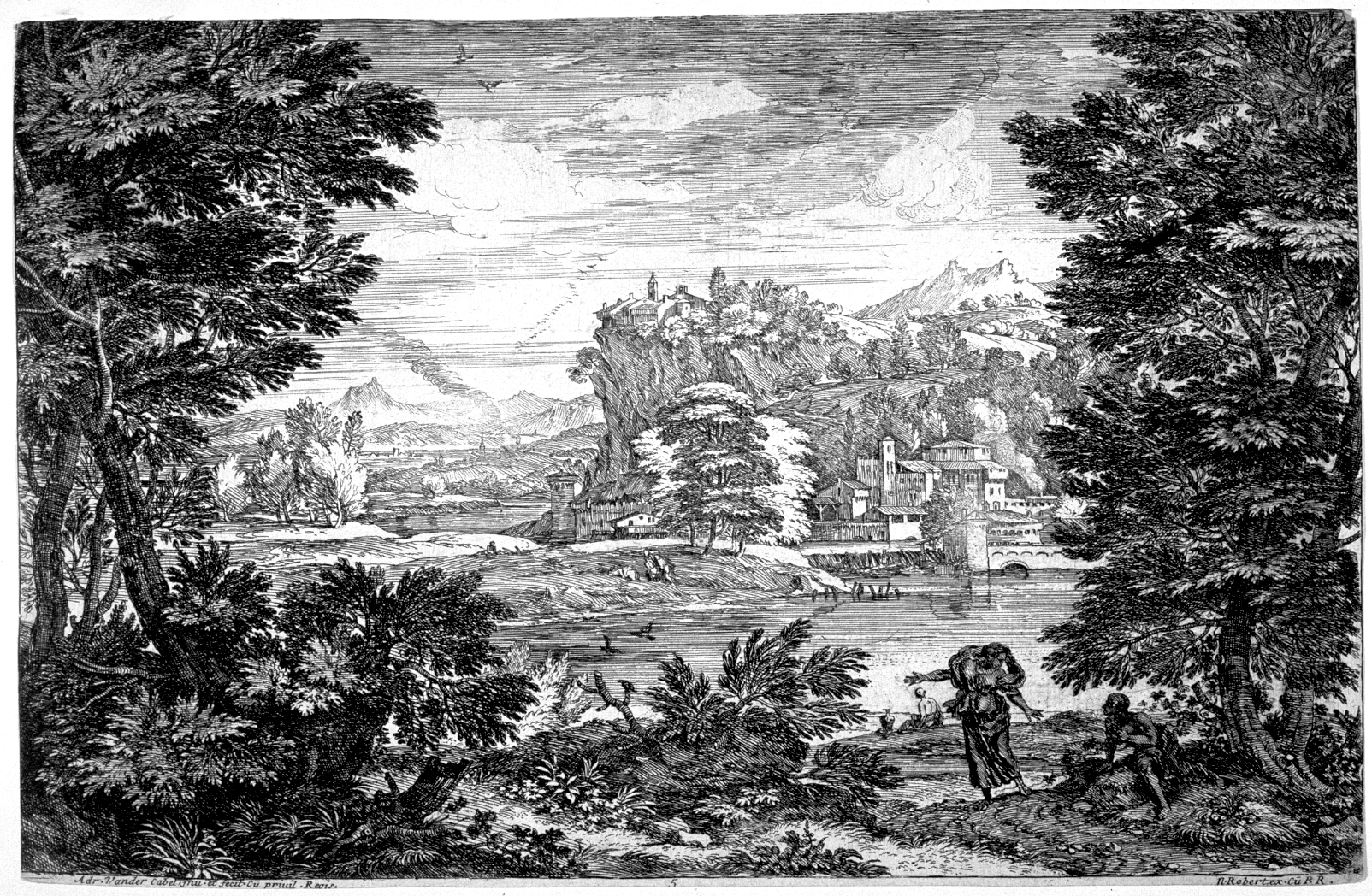
Una vista
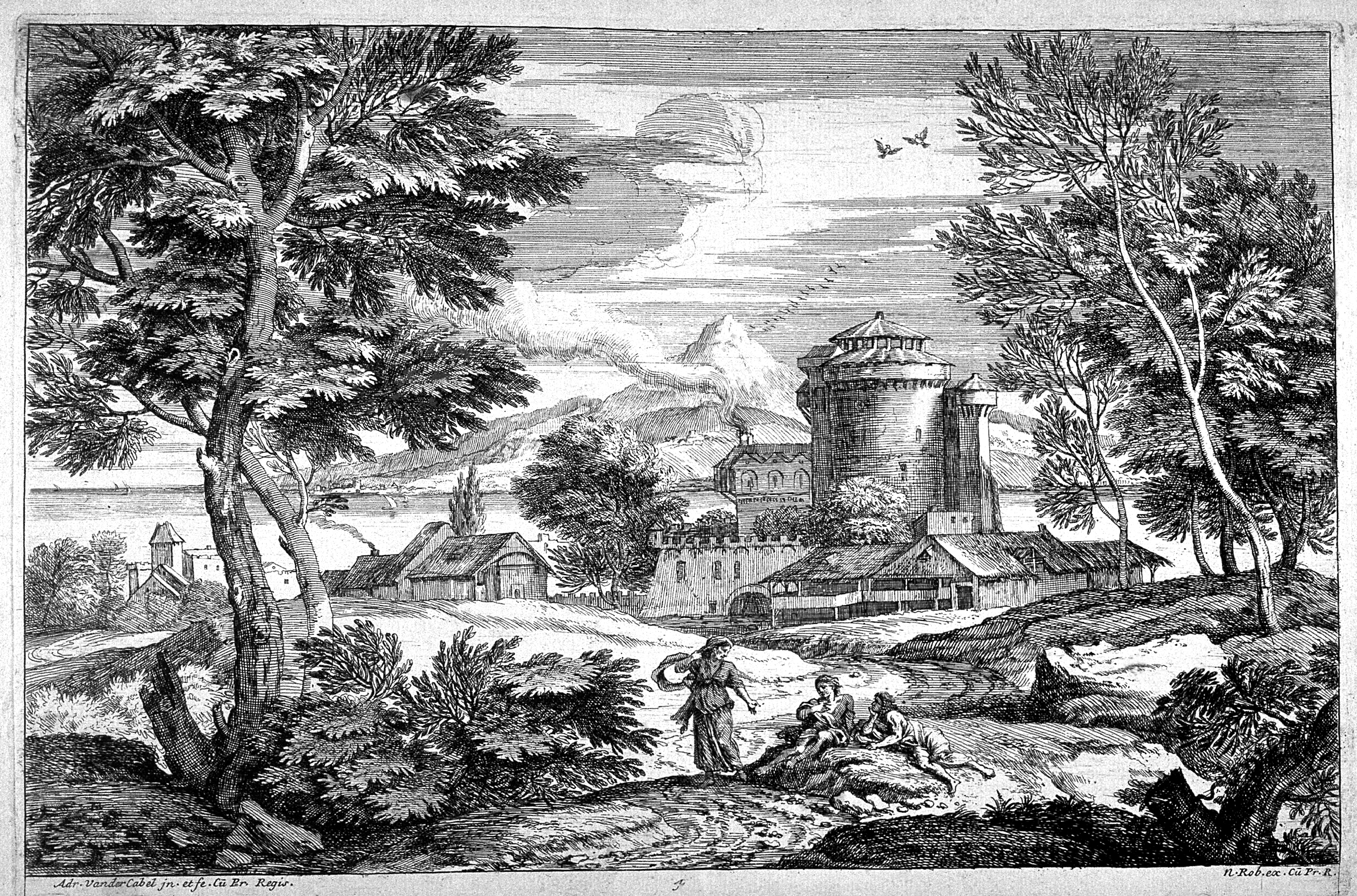
La mujer mayor
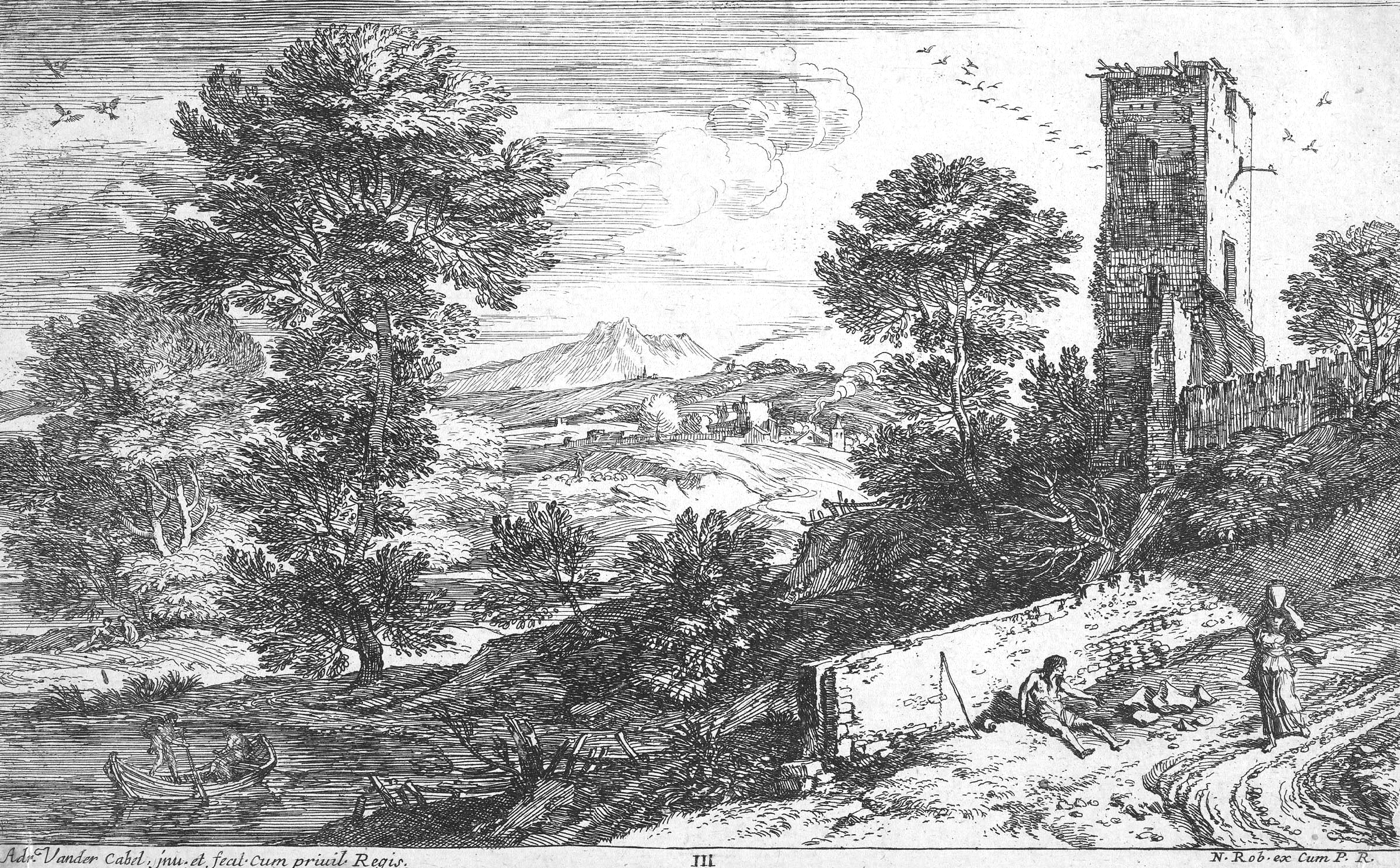
Paisaje con mendigo
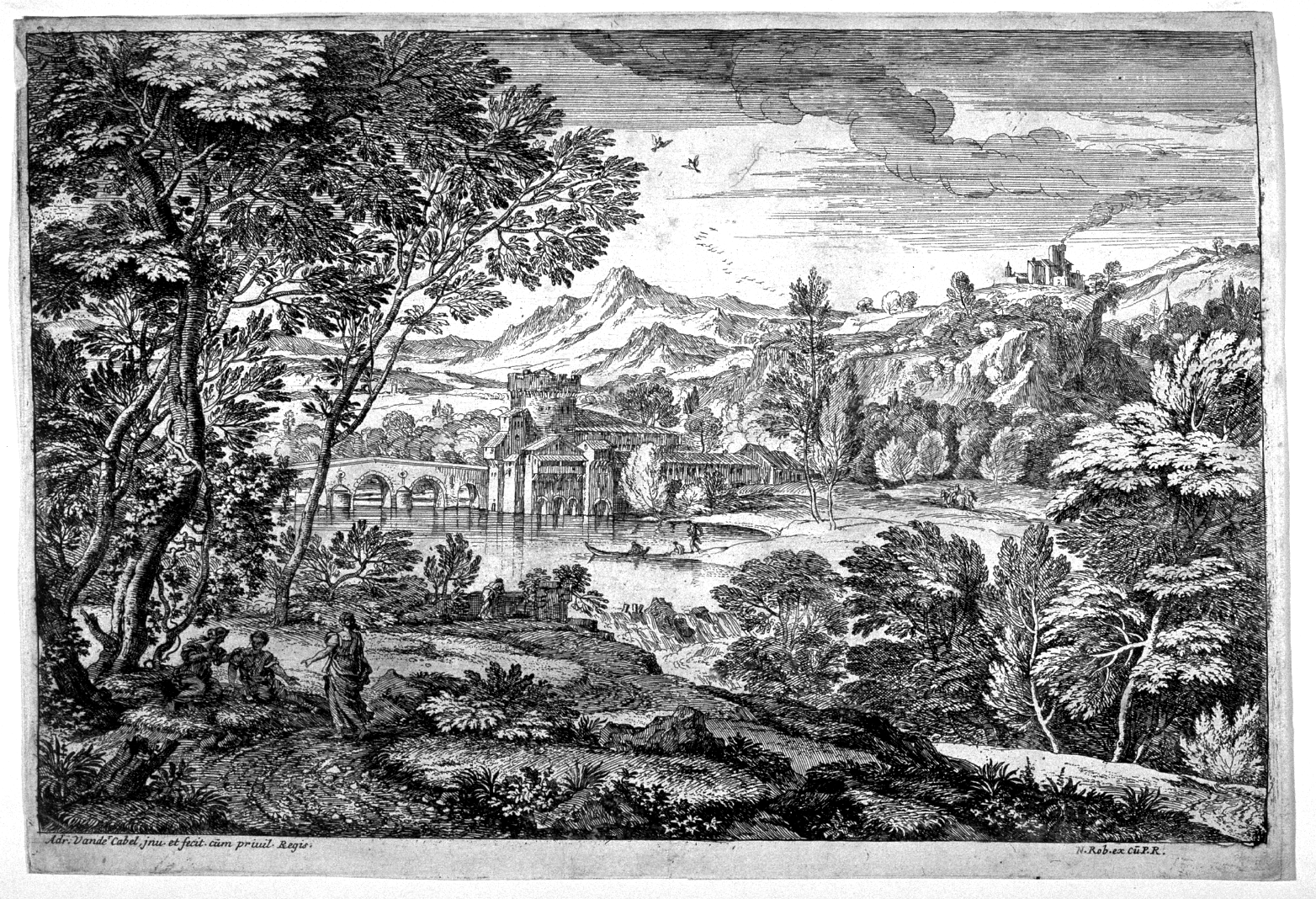
Un hombre y dos mujeres a la sombra de los árboles.
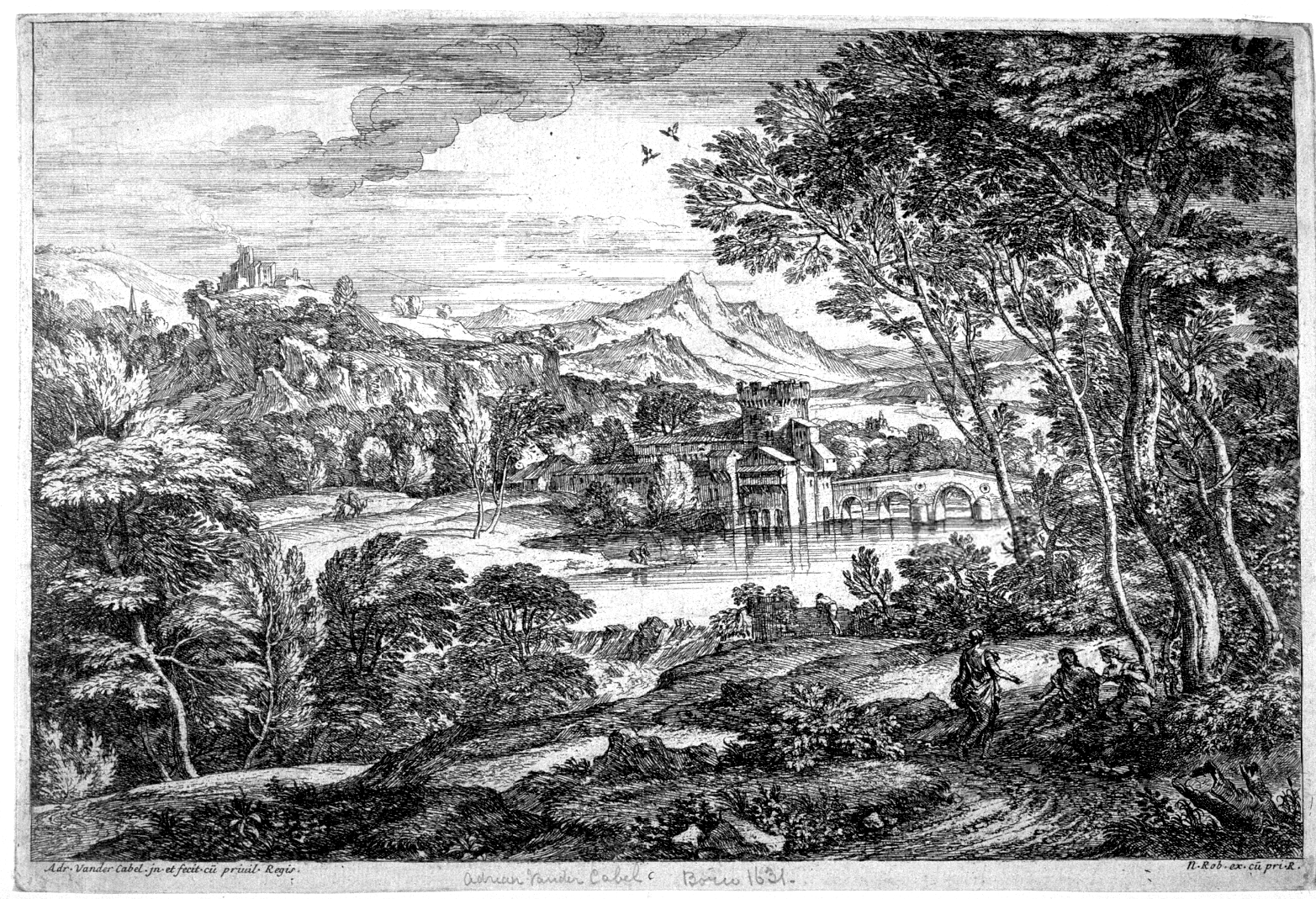
Un hombre y dos mujeres a la sombra de los árboles.
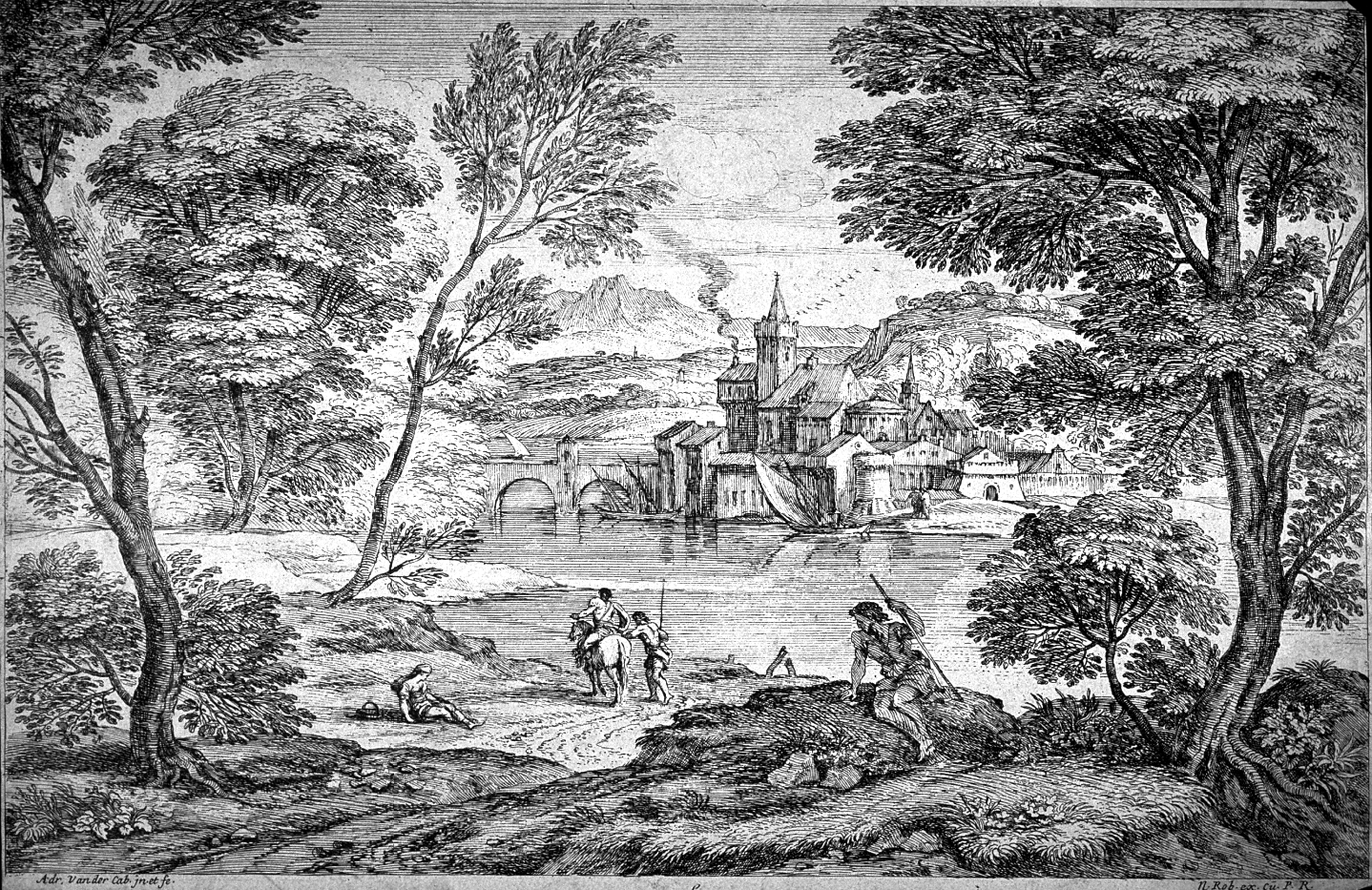
Un jinete a caballo
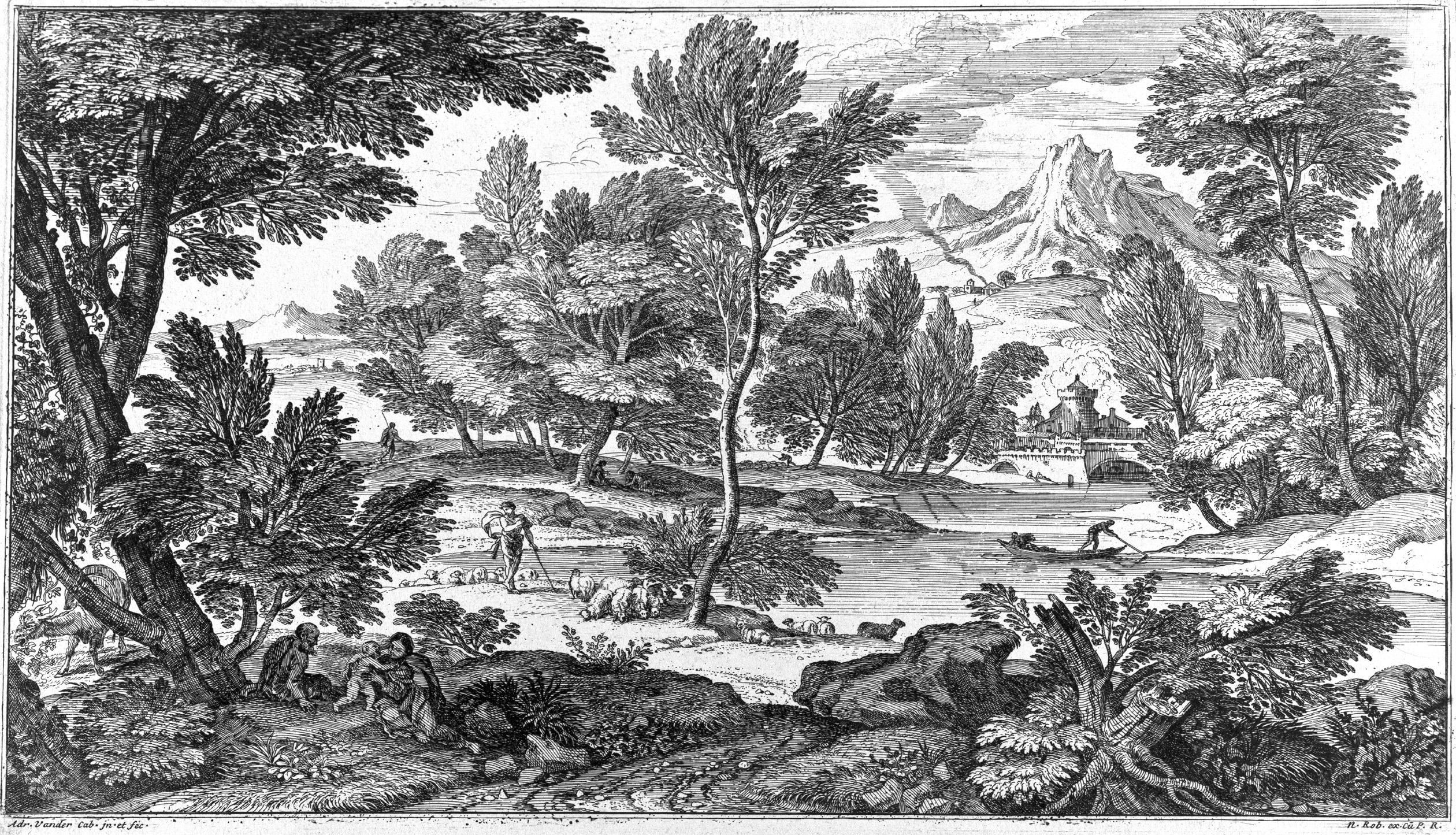
El lugar de descanso en Egipto
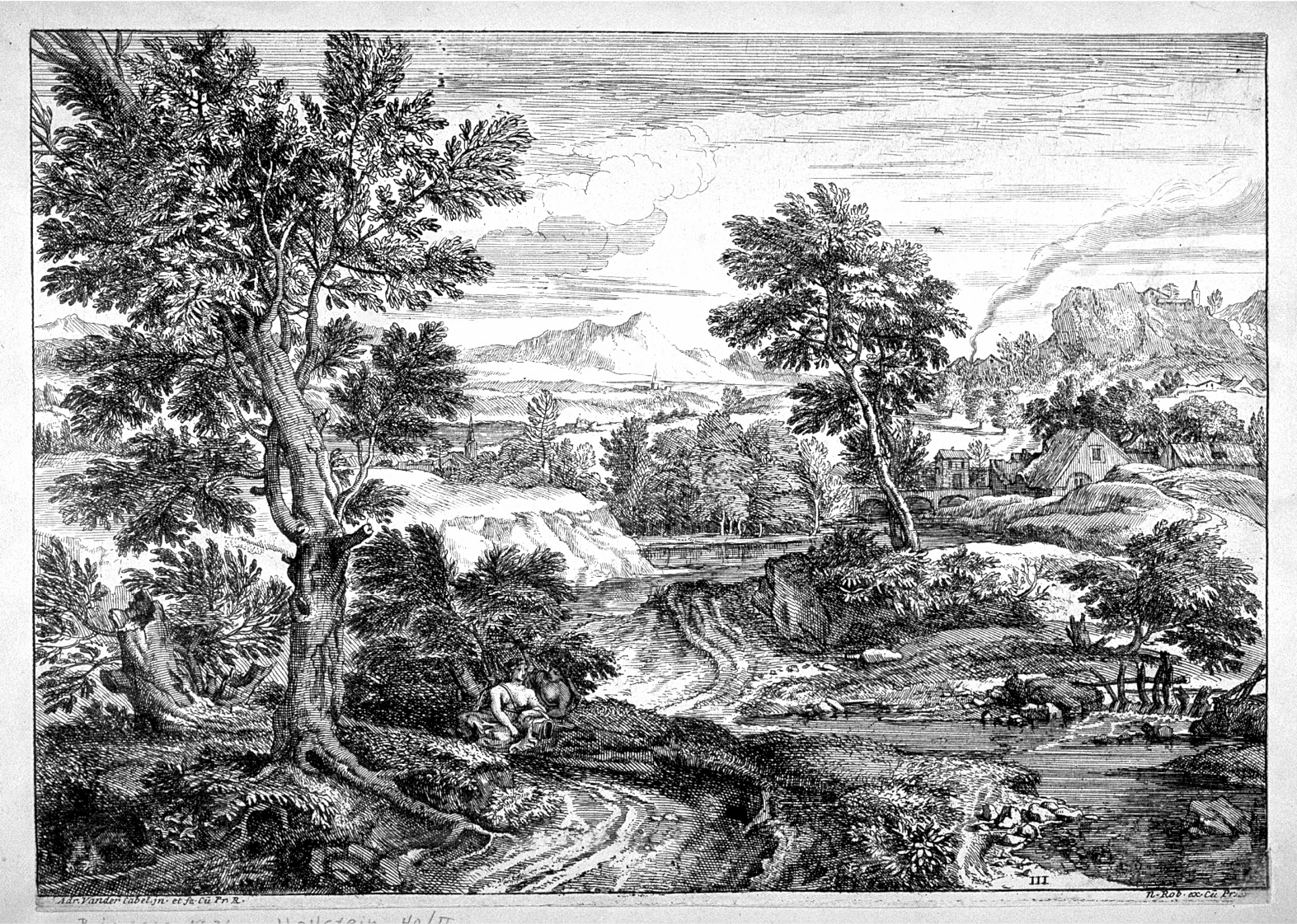
Amantes en un paisaje